# Sancta Dei civitas
Die erste bekannte Missionsenzyklika Sancta Dei civitas („Gottes heilige Stadt“) von Papst Leo XIII. wurde am 3. Dezember 1880 veröffentlicht und trägt den Untertitel: Über die Missionsgesellschaften. Sie gilt als Grundlage für weitere Enzykliken, apostolische Schreiben und Dekrete. Mit Ad gentes hat das Zweite Vatikanische Konzil ein eigenes Dekret zur Missionstätigkeit der Kirche verabschiedet.

## Einführung
In der Missionsenzyklika bezeichnet Leo XIII. die heilige Stadt Gottes als einen Ort, den die Kirche darstellt, und der durch keine Grenzen eingeschränkt ist. Ihr Gründer, Gott, ermächtigte die Kirche, „den Raum ihrer Hütte und die Felle ihrer Zelte auszubreiten“.

## Träger der Missionsarbeit
Die Hauptträger der Missionsarbeit sind demnach vorrangig der Klerus und die gottgeweihten Personen. In dieser Missionsenzyklika wird aber auch bereits die Rolle der Laien angesprochen. Leo XIII. führt über den Auftrag der Laien aus:

„Ihnen, die mit ihren Spenden und ihrem Gebet helfen, kommt in der Ausbreitung des Reiches Gottes eine zusätzliche Rolle zu.“

## Missionsauftrag
Leo XIII. ermahnt die Bischöfe, sich mit Fleiß und Ehrgeiz dieser Aufgabe zu widmen. Besonderer Schwerpunkt solle die eigene Diözese sein, damit diese täglich wachsen und an Glauben zunehmen könne. Mit Nachdruck sollen die Amtsträger ihre Autorität zur Förderung des Christentums einsetzen.
Leo XIII. warnt aber vor einem Konkurrenzdenken in den Gesellschaften und erklärt seine Sorge über „die Schulen des Ostens“, bei denen es weniger um das Heil Gottes als um die Verbreitung von Doktrin und Falschlehren gehe. Darüber hinaus prangert er den Liberalismus an, der in den Gesellschaften zur Missgunst und zu Verteilungskämpfen führen könnte. Er warnt vor Betrügern, die im „falschen Auftrag“ die Mission nutzen wollten, um gegen die Kirche zu opponieren, aber auch versuchten, die Menschen ausbeuten. Dieses sei nicht mit dem wahren Auftrag zur apostolischen Mission zu vereinen, sondern sei verwerflich und unehrenhaft.

## Exhortation zur Missionsarbeit
In der abschließenden Exhortation verlangt er, dass das Brot mit den Menschen geteilt werden solle, denn dann würde die Ernte reichlich ausfallen. Er betont, dass es die Pflicht aller ehrwürdigen Brüder sei, die frommen Anstrengungen zur Wohltätigkeit und zur Fortpflanzung des Glaubens zu zeigen. Er ermahnt alle in der apostolischen Mission wirkenden Menschen, für die Verbreitung des Glaubens einzutreten. Sie sollten sich gegen Schmutz und Laster wehren, und nicht der Barbarei und der wilden Manieren im zivilisierten Leben verfallen.